# 카발레구

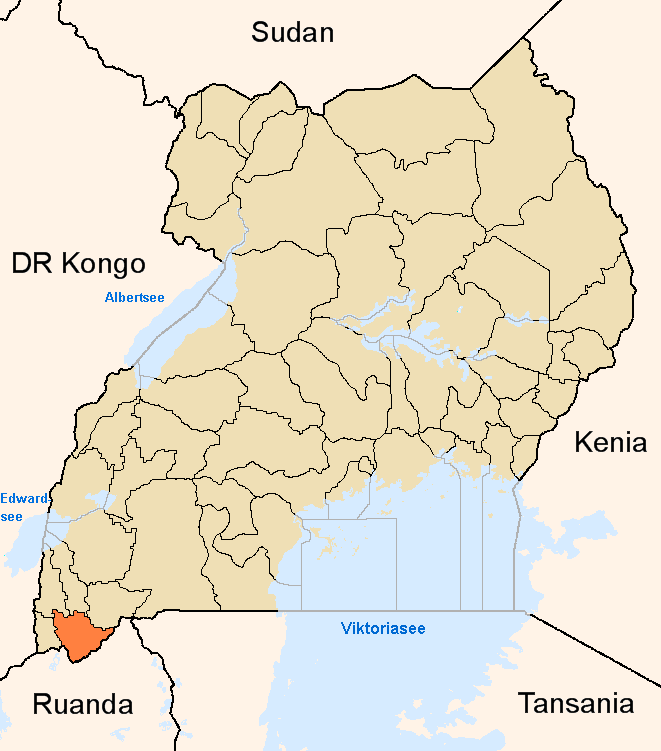
카발레 구의 위치

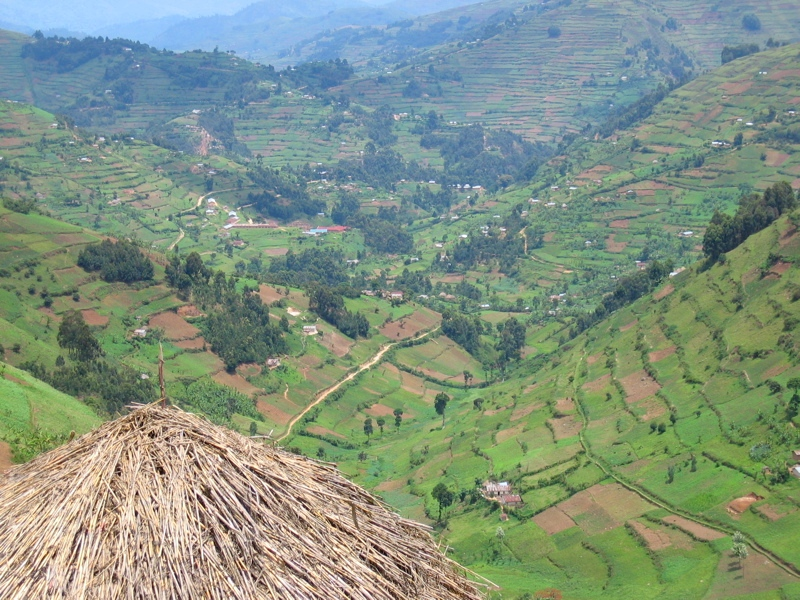
카발레 구의 풍경

카발레구(Kabale)는 우간다 남서부에 위치한 구로, 행정 중심지는 카발레이다. 면적은 1,827km2, 인구는 458,300명(2002년 인구 조사 기준)이다.
행정 구역상으로는 서부 주에 속하며 4개 군(카발레 군, 은도르와 군, 루반다 군, 루키가 군)을 관할한다. 구 북서쪽에서 남동쪽까지는 높이가 해발 2,000m에 달하는 산악 지대가 발달했고 북서쪽으로는 카눙구 구, 북쪽으로는 루쿵기리 구, 북동쪽으로는 은퉁가모 구, 남쪽으로는 르완다 북부 주, 남동쪽으로는 동부 주와 접한다.